# Nora Mitrani
Pour les articles homonymes, voir Mitrani.
Nora Mitrani, née le 29 novembre 1921 à Sofia en Bulgarie et morte à Paris 6e le 22 mars 1961, était une écrivaine surréaliste et sociologue bulgare.

## Biographie
Dans les années 1930, ses parents, d'origine judéo-espagnole et italienne, s'installent à Paris. Nora Mitrani est inscrite au lycée Hélène-Boucher, puis à l'Université de la Sorbonne où elle entreprend des études de philosophie et rédige une thèse sur Malebranche et Maine de Biran.
Pendant l'occupation allemande, sa mère est déportée à Auschwitz. Nora Mitrani poursuit ses études sous un faux nom.
D'abord catholique, puis trotskyste, Nora Mitrani rencontre les surréalistes en 1946 et collabore régulièrement aux revues Néon, Médium, Le Surréalisme même, L'Âge du cinéma, Bief, ainsi que la publication L'Almanach surréaliste du demi-siècle. Elle rencontre le poète Joë Bousquet et le plasticien Hans Bellmer dont elle devient la compagne et le modèle pour ses photographies et peintures (Déshabillage, L'Embryon rouge). Avec lui, elle travaille également sur les anagrammes de Rose au cœur violet (1950). Après sa rupture avec Bellmer, Nora Mitrani deviendra la compagne de Julien Gracq en 1953.
À partir de 1947, Nora Mitrani signe toutes les déclarations et tracts collectifs surréalistes dont les exclusions des peintres Victor Brauner et Matta mais pas celle de Max Ernst.
En 1950, elle voyage au Portugal et y donne une série de conférences. Elle rencontre le poète Alexandre O'Neill qui constitua, en 1947, le premier noyau de poètes et écrivains surréalistes portugais. À son retour en France, Nora Mitrani écrit une série d'articles intitulée Portugal 50 qui est publiée dans Franc-tireur sous le pseudonyme de Daniel Gautier. Elle passe pour avoir été l'une des premières à faire connaître en France l'œuvre de Fernando Pessoa.
Admise au « Groupe de Recherches sur la Sociologie de la Connaissance et la Sociologie de la Vie » du C.N.R.S., elle travaille sous la direction de Georges Gurvitch. Elle y rencontre Pierre Naville. Elle entreprend la rédaction d'une thèse sur la technocratie. Cette enquête restée inachevée est publiée dans les Cahiers internationaux de sociologie entre 1955 et 1958.
En 1955, elle participe à un ouvrage collectif sur Søren Kierkegaard édité en Égypte par l'écrivain Georges Henein. Cette même année, André Breton écrit dans une dédicace à son attention : « L'idée que je me fais de la noblesse est souvent passée par les inflexions de son langage et de sa pensée. »
Nora Mitrani meurt d'un cancer le 22 mars 1961.
Elle est la sœur du cinéaste Michel Mitrani.

## Œuvre
- Rose au cœur violet, Paris, éditions du Terrain vague / Losfeld, coll. « Le désordre », 1988, anthologie de textes écrits entre 1940 et 1960 et réunis par Dominique Rabourdin, avec une préface de Julien Gracq.
- Chronique d'un échouage, Nantes, L’œil ébloui, 2019, suivie d'une postface de Dominique Rabourdin, Nora Mitrani ou la liberté d'être.